# (315577) Carmenchu
(315577) Carmenchu est un astéroïde de la ceinture principale.

## Description
(315577) Carmenchu est un astéroïde de la ceinture principale. Il fut découvert le 9 février 2008 à La Cañada par Juan Lacruz. Il présente une orbite caractérisée par un demi-grand axe de 2,52 UA, une excentricité de 0,08 et une inclinaison de 3,0° par rapport à l'écliptique.

## Compléments